# Ocells elefant
Els ocells elefant (Aepyornithidae) són la única família i actualment extinta d'ocells paleògnats de l'ordre dels Aepyornithiformes.
Eren ocells no voladors endèmics de Madagascar. Igual que els ocells no voladors actuals, els ocells elefants eren ratites (corredors), com l'estruç, el casuari, els nyandús, a més de l'extinta moa de Nova Zelanda.

## Origen del nom
Els nadius els coneixien com a vouron patra. La denominació d'«ocells elefant» probablement ve de les històries de Simbad a Les mil i una nits, amb la rondalla de l'«ocell roc», tan gegant que en el seu vol podia alçar un elefant entre les seves urpes. El navegant Marco Polo, en els seus viatges a Orient, va fer ressò d'aquestes llegendes i les va divulgar. La gran diferència, naturalment, és que l'ocell elefant estava impedit de volar, i en tot cas, pesava només una desena part del que pot arribar a pesar un elefant africà.

## Taxonomia
Hansford & Turvey 2018 han classificat les espècies d'ocells elefant en quatre (dues d'Aepyornis, una de Mullerornis i una de Vorombe).
- Ordre Aepyornithiformes Newton 1884 [Aepyornithes Newton 1884]
  - Família Aepyornithidae (Bonaparte 1853) [Aepyornithinae Bonaparte 1853]
    - Gènere Aepyornis Geoffroy Saint-Hilaire 1850[5]
      - Aepyornis hildebrandti Burckhardt 1893
      - Aepyornis maximus Geoffroy Saint-Hilaire 1851

    - Gènere Mullerornis Milne-Edwards & Grandidier 1894
      - Mullerornis modestus (Milne-Edwards & Grandidier 1869) Hansford & Turvey 2018

    - Gènere Vorombe Hansford & Turvey 2018
      - Vorombe titan (Andrews 1894) Hansford & Turvey 2018